# Isla Payana
La Isla Payana, también conocida como Isla San Gregorio, es una de las mayores islas del archipiélago de Jambelí, que pertenece al país suramericano de Ecuador y que se localiza en las coordenadas geográficas  03°23′04″S 80°16′53″O / -3.38444, -80.28139 justo al frente de la costa ecuatoriana, de la Boca de Capones y la isla Puercos, 408 kilómetros al suroeste de la capital nacional, la ciudad de Quito. que administrativamente hace parte de la provincia de El Oro.